# 1662.
◄ | 16. stoljeće | 17. stoljeće | 18. stoljeće | ►
◄ | 1630-ih | 1640-ih | 1650-ih | 1660-ih | 1670-ih | 1680-ih | 1690-ih | ►
◄◄ | ◄ | 1659. | 1660. | 1661. | 1662. | 1663. | 1664. | 1665. | ► | ►►
Arhitektura • Astronomija • Biologija • Glazba • Kazalište • Kemija • Kiparstvo • Knjige • Književnost • Kršćanstvo • Medicina • Politika • Pravo • Promet • Slikarstvo • Znanost

## Rođenja
- 24. prosinca – Adam Zrinski, hrvatski grof i časnik († 1691.)

## Smrti
- 19. kolovoza – Blaise Pascal, francuski filozof, matematičar i fizičar (* 1623.)

## Vanjske poveznice
|  | Zajednički poslužitelj ima još gradiva o temi 1662. |